# Ghiacciaio Windy
Il ghiacciaio Windy è un ghiacciaio situato sull'Isola di re Giorgio, la più vasta delle Isole Shetland Meridionali, a nord del termine della Penisola Antartica. Il ghiacciaio si trova in particolare nella parte occidentale della costa meridionale dell'isola, dove fluisce verso sud-est, lungo il versante sud-orientale del duomo Varsavia, scorrendo tra il colle Red, a ovest, e il colle Sugarloaf, a est, fino a entrare nello stretto di Bransfield.

## Storia
Il ghiacciaio Windy è stato mappato durante la spedizione francese in Antartide svoltasi dal 1908 al 1910 al comando di Jean-Baptiste Charcot, ed è stato così battezzato dai partecipanti a una spedizione polacca di ricerca antartica svoltasi nel 1980, in virtù dei forti venti che soffiano in quella zona. Nel 2003, il comitato britannico per i toponimi antartici cambiò il nome del ghiacciaio utilizzando la dicitura inglese, trasformandolo da "Wietrzny" nell'odierno "Windy", ossia, in italiano, "Ventoso".